# NGC 6752
NGC 6752 (nota anche come C 93) è un ammasso globulare visibile nella costellazione del Pavone.
Si tratta del terzo ammasso globulare più luminoso del cielo; è al limite della visibilità ad occhio nudo. È visibile con binocoli e telescopi di piccole dimensioni. Un telescopio da 150mm di apertura già individua le prime componenti, che appaiono di magnitudine 11; si individua con facilità 3 gradi a nord-est della stella azzurra λ Pavonis. Si stima che possa contenere almeno 100 000 stelle, addensate attorno ad un nucleo che si presenta compatto e brillante; una stella doppia di magnitudine 7.5 si sovrappone tra noi e la periferia sud-occidentale dell'ammasso. Invisibile nei cieli italiani, è invece uno degli oggetti più osservati dagli appassionati che si trovano nell'emisfero australe della Terra. Dista dal sistema solare oltre 13.000 anni-luce.